# Владимирский (Пермь)
Влади́мирский (Зага́рье) — микрорайон в Свердловском районе города Перми. Включает исторические местности: посёлки Владимирский  и имени Леваневского и деревню Загарье (по которой имеет второе название).

## История
История микрорайона Владимирский началась в декабре 1941 года. Возле бывшей деревни Загарье, дачных посёлков Загарье 1-е, Загарье 2-е, Загарье 3-е и Загарье 4-е (названия по карте 1940 г.), а также посёлка имени Леваневского начал строиться посёлок Владимирский для семей рабочих эвакуированного патефонного завода из города Владимира (откуда и название посёлка). Построенные бараки для рабочих стали основой поселка. Завод № 260, производивший боеприпасы, позднее получил название машиностроительный завод имени Октябрьской Революции, затем ОАО «Велта».
После войны в посёлке построены клуб, магазин, столовая, появились частные дома. На рубеже 1950—1960-х годов начали появляться благоустроенные дома, детсады. В 1964 году под поликлинику и стационар, ранее располагавшиеся в бараках, были переоборудованы капитальные дома. В 1967 году открывается Дом спорта. В 1970 году появился бассейн «Кама». В 1975 году поднимаются первые высотные дома. Посёлок превращается в городской микрорайон.
По ул. Героев Хасана, 89 расположена школа № 94, к старому зданию которой сделан пристрой (1991 г.). Недалеко от школы, на пустыре, имеется деревянный крест, поставленный на месте гибели в 1918 году главы Пермской епархии епископа Андроника. В центре микрорайона по адресу улица Краснополянская, 16 построен храм Священномученика Андроника.

## Экономика
До 2006 года одним из крупнейших промышленных предприятий микрорайона был завод «Велта». Во время Великой Отечественной войны это был завод № 260 по производству боеприпасов. С 1956 года предприятие выпускало велосипеды, с 1977 года узлы для ижевского «москвича». В 2001 году компания подала на банкротство, а в 2006 году предприятие было ликвидировано.
В районе находятся предприятия Пермский кирпичный завод и ЖБК-1. Ещё одним крупным предприятием является завод АО «ОДК-Пермские моторы», на котором собирают авиадвигатели для гражданской и военной авиации, промышленные газотурбинные установки. К 2025 году предприятие планирует завершить работы по производству двигателя ПД-35 для дальнемагистральных и грузовых самолётов.
Рядом с микрорайоном Владимирский расположены такие предприятия как Редуктор-ПМ (вертолётные редукторы и трансмиссии), Пермская газобетонная компания.
В состав микрорайона также входит посёлок Леваневского.

## Здравоохранение
Городская клиническая больница № 3, городская поликлиника № 3, детская городская поликлиника № 10.

## Образование
Общеобразовательные школы № 81 по адресу улица Загарьинская 6 и № 94 по адресу улица Героев Хасана 89. По адресу ул. Пихтовая, 30а расположена Специальная коррекционная общеобразовательная Школа № 154.

## Архитектура, достопримечательности
Плавательный бассейн «Кама», с шестью 25-метровыми дорожками. В 2016 году после пожара обрушилось соседнее здание спортивного зала.
В 2006 году в сквере по адресу улица Краснополянская, 5 установлен мемориал «Вечная слава защитникам Родины». Сквер реконструирован в 2012 году. 
Ещё один сквер построен в 2014 году по адресу улица Бригадирская 4, в котором оборудована баскетбольная площадка, установлены часы и посажена живая новогодняя ель.
.